# ノボザイムズ
ノボザイムズ（デンマーク語: Novozymes A/S）は、産業用酵素製品の研究開発・販売を中心に行うバイオテクノロジー企業。世界130カ国以上で製品を販売し、同分野では世界最大の市場シェアを持つ。日本法人はノボザイムズジャパン株式会社。デンマーク・コペンハーゲン近郊のバウスベアに本拠を置き、ノボノルディスクの親会社の投資会社Novo Holdings A/Sの傘下にある。ナスダック・コペンハーゲン上場企業（Nasdaq Nordic NZYM B）。

## 沿革

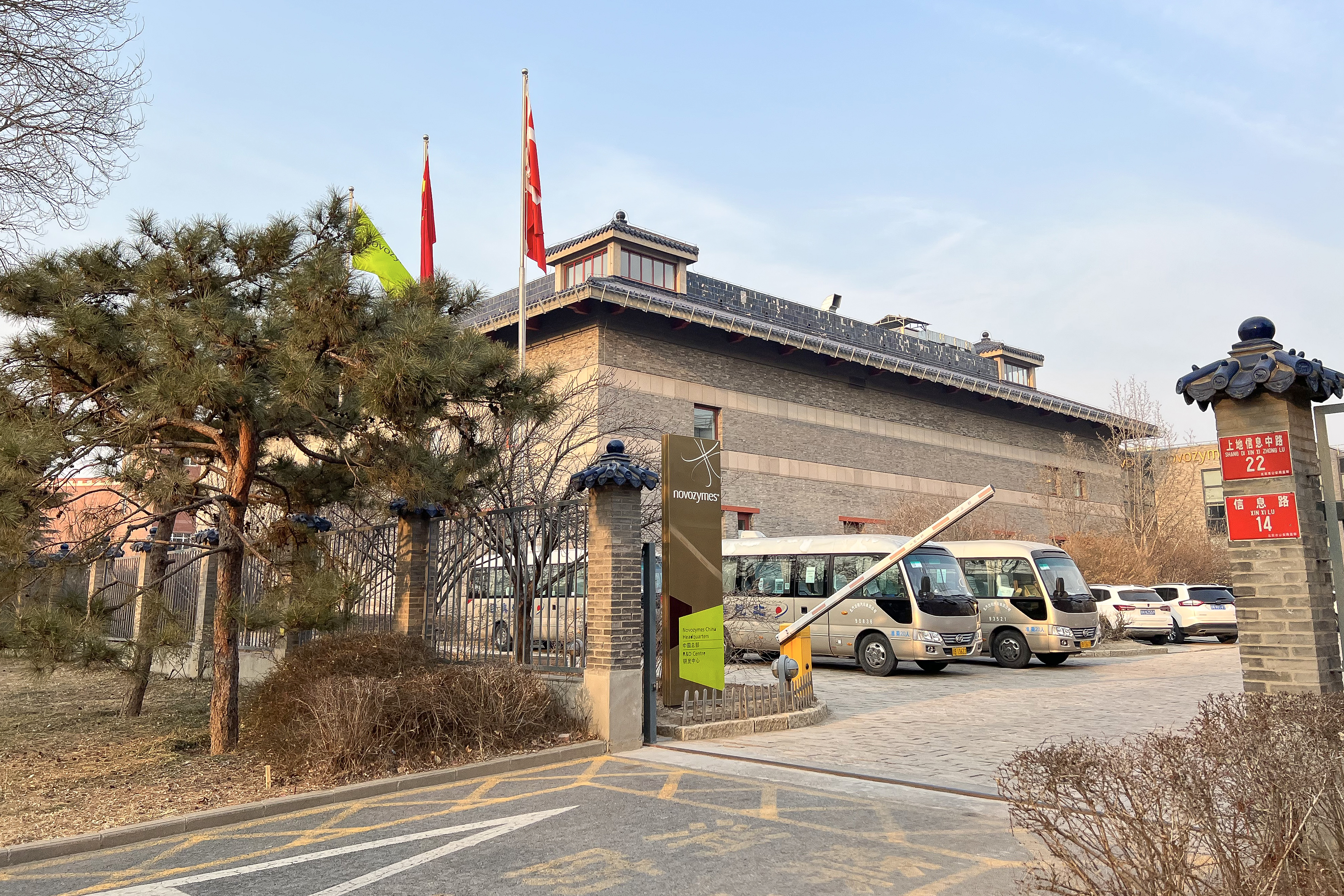
ノボザイムズ中国支社

2000年11月、製薬会社のノボノルディスクが経営再編を行い、ノボザイムズは新たに設立されたNovo Holdings A/S（ノボグループ）の一員として、ノボノルディスクから酵素を中心とするバイオテクノロジー事業を分割する形で設立された（企業名はノボグループと英語で酵素を意味するenzymesの合成）。2001年6月、アメリカ合衆国のSybron Chemicalsからバイオテクノロジー事業を買収、2006年7月、イギリスのDelta Biotechnology Ltd.を買収し子会社化、また同年8月にオーストラリアのGroPep Limitedの全株式を買収した。
2007年2月、当時のアメリカ大統領ジョージ・W・ブッシュが、ノボザイムズの米国法人を訪問、バイオ燃料の将来に関してパネルディスカッションを行った。同年10月、バイオ農業事業の発展を目的にカナダのPhilom Biosを買収、2008年、中国・蘇州市に世界最大の酵素発酵施設を開設した。2010年12月、アメリカのEMD/Merck Crop BioScience Inc.を買収しバイオ農業事業への取り組みを強化、2013年12月、アメリカのバイオ化学メーカーのモンサントとの提携を発表、2020年6月、アイルランドのプロバイオティクス企業のPrecisionBiotics買収を発表した。

## 日本法人
ノボザイムズ日本法人は、ノボノルディスクの前身企業の一つであるノボインダストリーが、1977年に設立した日本法人「ノボインダストリージャパン株式会社」をルーツに持ち、本国の経営再編に伴い2000年「ノボザイムズジャパン株式会社」に社名変更を行った。洗剤や食品、繊維、紙パルプなどで利用される酵素の研究開発や販売を行い、千葉市（幕張テクノガーデン）にオフィスを持つ。